# Ortnamn i Gästrikland
Ortnamn i Gästrikland kan, liksom resten av de svenska ortnamnen, delas upp i naturnamn och kulturnamn. Kulturnamnen är ofta bebyggelsenamn med  efterled där bebyggelsen beskrivs, såsom -by i Forsby, och -byn som i Överbyn. Som beteckning för fäbodar används ofta efterledet -bodarna, till exempel i Nybodarna. 
Ortnamnen i Gästrikland är, som i alla andra landskap i Sverige, dels osammansatta ortnamn och dels sammansatta. Ett fåtal av de osammansatta ortnamnen är enstaviga som Berg och  Lund. De allra flesta är tvåstaviga som till exempel Totra, Björke och Trödje. Ändelsen -a betecknar ofta pluralis. Av de sammansatta ortnamnen har de allra flesta två ordled, förled och efterled, som till exempel Hofors och Storvik, men det finns också namn med tre ordled, som Åbyggeby. Vissa ortnamnsefterled är gemensamma med de omgivande landskapen Hälsingland, Dalarna och Uppland, till exempel -bo.

## Definition av begreppet ortnamn
Ortnamn eller toponymer är namn på geografiska företeelser och ortnamnen kan delas upp i bebyggelsenamn och naturnamn. 
En språkvetenskaplig definition är att "ett ortnamn är ett språkligt uttryck som i en viss namnbrukarkrets är knutet till en bestämd plats".

## Ortnamnskategorier
Alla ortnamn delas upp i två huvudkategorier: naturnamn och kulturnamn. Kulturnamnen kan indelas tre kategorier: ägonamn, bebyggelsenamn och namn på artefakter. 
Naturnamn är namn på vattendrag, sjöar, skogar o.s.v. Ägonamn är namn på mark som används för jordbruk och boskapsskötsel, till exempel åkrar, ängar och hagar. Bebyggelsenamn är namn på tätorter, byar, gårdar, bygder med mera. Artefaktnamn är namn på broar, hamnar, gruvor, gravhögar m.m. Bebyggelsenamn kan vara primära eller sekundära. Primära bebyggelsenamn avser bebyggelse redan från början, till exempel de som slutar på -by eller -byn (som Forsby och Överbyn).  
Sekundära bebyggelsenamn har inte från början betecknat bebyggelse, utan har ursprungligen varit naturnamn, ägonamn eller artefaktnamn. Exempel på sådana ortnamn i Gästrikland är Jädraås, Norrsundet, Storvik med flera.

## Ortnamnet Gävle
År 1432 skrevs namnet ij gæffla. Det kan vara en inbyggarbeteckning som är bildad till gavel, 'brant bergvägg', 'utskjutande udde', som syftar på branter där Gavleån bryter igenom åsen.

## Typiska ortnamnsefterled och ortnamnsändelser i Gästrikland

### Ortnamnsefterled som betecknar bebyggelse
- -bo  med betydelsen bygd: I Gästrikland har fem sockennamn denna betydelse: Högbo, Järbo, Ockelbo, Valbo och Österfärnebo socknar.[8]
- -bo var i de flesta fall, när de betecknar en mindre lantbruksfastighet, ursprungligen beteckning för bodar för tillfälligt bruk, bland annat slåtterbodar. I Gästrikland finns merparten av dessa namn i landskapets södra del. Exempel på -bo i Gästrikland är Kessmansbo och Mårtsbo.
- -bodarna betecknar  fäbodvall  och dessa namn har under lång tid, fram till 1700-talet, varit vanliga som fäbodnamn.[9] Exempel i Gästrikland: Nybodarna och Storbodarna.
- -by, -byn har ursprungligen sannolikt betytt 'boplats, bebyggelse', som den senare betydelsen 'gård, by' har utvecklats från. I Gästrikland finns bland annat Forsby, Hammarby och Åbyggeby samt Östanbyn och Överbyn.
- -sta förekommer, förutom i Gästrikland, i Ångermanland, Jämtland, Medelpad, Hälsingland och i Svealand. I Götaland skrivs efterledet som -stad. Ofta översätts -sta som 'boplats', men det kan även vara så att -sta har en ägobetecknande funktion. Exempel i Gästrikland är Hagsta och Klappsta.
- -torp I Gästrikland saknas äldre namn på -torp. Men ordet torp har funnits i språket, och därför har sådana namn kunnat bildas långt in i senare tid. Dessa torp är småbebyggelse som soldattorp och backstugor. Sjötorp och Ulvtorp är exempel på sådan bebyggelse.
- -äng, -änge finns oftast i inlandet. Namnen är ursprungligen namn på ägor. När befolkningen har ökat har även ägomark, som t.ex. ängar, börjat bebyggas. Exempel från Gästrikland är Dalsäng och Österänge.

### Ortnamnsefterled som betecknar industri
- -fors betecknar läge vid en fors. Vanligtvis hade denna fors stor betydelse för mänsklig verksamhet på platsen, för att den tillhandahöll den vattenkraft som behövdes för att någon industri skulle kunna sättas igång. Exempel: I Hofors anlades på 1620-talet en hytta och en stångjärnshammare.[10] I Oslättfors grundades ett järnbruk 1697, Oslättfors bruk.[11]
- -hammar  med betydelsen 'vattenhammare', förekommer i namnet Åshammar. Där anlades i slutet av 1800-talet en  smideshammare. [12][13]

## Ortnamn som påminner om hednisk kult
I Gästrikland finns ortnamnet Torsåker som innehåller gudanamnet Tor.
Dessutom finns ortnamnen Vi, med betydelsen hednisk kultplats, i tre socknar: Ockelbo,  Torsåker och Valbo. Dessa platser som hade ortnamnet Vi var under hedendomen centralorter i sina respektive bygder.